# Akalyptoischiidae
Akalyptoischiidae zijn een familie van insecten die behoort tot de orde der kevers (Coleoptera).